# 兴宁文峰塔
兴宁文峰塔位于中国广东省梅州市兴宁市宁新街道文星村。塔高38.6米，总建筑面积达1200平方米，其中主塔占地150平方米。塔身为10层楼阁式青砖塔，各层之间有约0.66米（2尺）宽的青瓦管筒环抱，每一层都有窗户。一二层平面为四方形，三层以上平面八角形。塔梯为壁内折上式，各层有木楼板。塔顶的葫芦形塔刹为文笔峰。2012年10月20日被公布为广东省文物保护单位。